# Arenasella fowleriana
Arenasella fowleriana är en insektsart som först beskrevs av George Willis Kirkaldy 1907.  Arenasella fowleriana ingår i släktet Arenasella och familjen Tropiduchidae. Inga underarter finns listade i Catalogue of Life.